# Xanthium echinatum
Xanthium echinatum là một loài thực vật có hoa trong họ Cúc. Loài này được Murray miêu tả khoa học đầu tiên năm 1784.